# Villers-lès-Moivrons
Villers-lès-Moivrons település Franciaországban, Meurthe-et-Moselle megyében. Lakosainak száma 143 fő (2022. január 1.). Villers-lès-Moivrons Bratte, Leyr, Moivrons és Montenoy községekkel határos.

## Népesség
A település népessége az elmúlt években az alábbi módon változott:
| Lakosok száma | 69   | 82   | 72   | 127  | 144  | 149  | 148  | 143  | 141  | 143  |
|               | 1968 | 1982 | 1990 | 2006 | 2013 | 2015 | 2017 | 2019 | 2020 | 2022 |